# Saint-Sulpice-de-Favières
Saint-Sulpice-de-Favières – miejscowość i gmina we Francji, w regionie Île-de-France, w departamencie Essonne. Nazwa miejscowości pochodzi od imienia św. Sulpicjusza.
Według danych na rok 1990 gminę zamieszkiwało 279 osób, a gęstość zaludnienia wynosiła 64 osób/km² (wśród 1287 gmin regionu Île-de-France Saint-Sulpice-de-Favières plasuje się na 938. miejscu pod względem liczby ludności, natomiast pod względem powierzchni na miejscu 725.).